# Antuco
Antuco är en kommun i Chile.   Den ligger i provinsen Provincia de Biobío och regionen Región del Biobío, i den södra delen av landet, 400 km söder om huvudstaden Santiago de Chile. Antuco ligger vid sjön Laguna de la Laja.
Trakten runt Antuco består i huvudsak av gräsmarker. Runt Antuco är det mycket glesbefolkat, med 2 invånare per kvadratkilometer.